# گورستان آغجران
گورستان آغجران مربوط به هزاره اول قبل از میلاد است و در شهرستان بیله‌سوار، دهستان قشلاق، روستای آغجران واقع شده و این اثر در تاریخ ۷ مهر ۱۳۸۱ با شمارهٔ ثبت ۶۲۳۶ به‌عنوان یکی از آثار ملی ایران به ثبت رسیده است.